# 松木屋
松木屋（まつきや）は、かつて青森県に展開していた百貨店。むつ松木屋、十和田松木屋を傘下に置いた。

## 歴史・概要
1921年（大正10年）3月に資本金20万円、神野伊三郎を代表に「松木屋呉服店」を創立。同年12月1日、青森市新町と柳町の交差点に木造3階建て約380坪の建物を建設し、市内初めての百貨店として開店した。
市内唯一の百貨店であったことから、1931年（昭和6年）3月9日に起きた地震の際には1階の缶詰類の転落、3階の博多人形の転落・破損など詳細な被害が東奥日報で報道されたり、「彗星社」展（1922年（大正11年）6月11日）、「第2回光洋画会展覧会」（1922年（大正11年）6月11日）、「青光画社第7回展覧会」（1925年（大正14年）5月23日）、「青光画社第8回展覧会」（1925年（大正14年）11月28日）が開催されるなど、当時の先端的な文化と生活の拠点として話題を呼んだ。
1937年（昭和12年）に成立した「百貨店法」で加盟が義務付けられたため、翌年に日本百貨店組合が発足すると、菊屋百貨店やかくは宮川と共に加盟した。しかし、空襲対策の道路拡張に伴い、1945年（昭和20年）5月に閉店に追い込まれ、会社は解散した。

### 戦後
1949年（昭和24年）2月に戦前の従業員有志により、資本金20万円、代表取締役社長西田一三郎のもと「株式会社松木屋」を設立し、衣料品店を開店。
1951年（昭和26年）菊屋百貨店のあった新町に鉄筋コンクリート造3階建ての建物を新築、百貨店として復活を遂げた。菊屋百貨店や富士屋百貨店と競争となったが、1955年（昭和30年）には市でただ一つの百貨店としての生き残りに成功した。
1963年（昭和38年）に西武百貨店が主宰する日本百貨店経営協議会に加盟。1965年（昭和40年）に売場面積で下回りながらも18.0億円の売上高となったカネ長武田百貨店に市一番店の座を譲るが、1966年（昭和41年）に松木屋は、鉄筋コンクリート造4階建てに増築。県下最大の売場面積を擁する百貨店となった。以降、カネ長武田百貨店と共に松木屋は新町商店街の中核店舗として親しまれていった。
西武百貨店と業務提携
1970年（昭和45年）3月1日、展望台を設置した6階建ての増築部分が完成、新装オープン。同年3月27日には西武百貨店と業務提携を締結、1992年（平成4年）2月、松木屋、むつ松木屋、十和田松木屋は秋田の本金西武とともに西武東北の統括下に入った。
西武百貨店と業務提携後、松木屋はPOLO、ベネトンなどのセゾングループ商材を中心とした部分リニューアルを積み重ね、都市型百貨店へのイメージチェンジを完了させ、西武ライオンズが優勝した際には、記念セールも行った。また競合他店にさきがけて、オートライフ、インテリアハウジングなどの非店頭新商材ビジネスも展開。ハウスカードはセゾンカードだった。
新店計画
松木屋には西武百貨店とともに新会社を設立し、青森駅前に建設の再開発ビルに出店する計画があった。再開発事業は青森駅周辺の活性化を狙って、駅前の第一地区（約3,000㎡）と第二地区（13,000㎡）にそれぞれ再開発ビルを建設するというもので、1977年（昭和52年）に構想が打ち出され、1987年（昭和62年）に都市計画決定されていた。松木屋・西武百貨店はこのうち第二地区に建てられる地下1階、地上9階建ての再開発ビルに出店。再開発ビルには海産物組合員が入居するほか、キーテナント向けに売場面積27,000㎡が用意され、1990年（平成2年）度着工、1992年（平成4年）度の完成を目指していた。しかし、業績悪化のため、1994年（平成6年）5月に西武百貨店が第二地区の再開発組合と青森市などに辞退を申し入れ、計画は頓挫した。

### 破産
1976年（昭和51年）に市郊外にジャスコ青森店を核店舗とするサンロード青森がオープンし、1981年（昭和56年）には松木屋の近くにあった青森県立中央病院が郊外移転するなど公共施設の郊外移転も進んでいった。この結果、1976年に2万7,940人だった新町の歩行者通行量は、1984年（昭和59年）には1万5,778人となるなど、集客力は急速に衰え、中心市街地の売上も1988年（昭和63年）の927.93億円から2002年（平成14年）には674.93億円へと落ち込んだ。これに伴い、松木屋も1997年（平成9年）71.48億円だった年商が、2000年（平成12年）に56.89億円とわずか3年で20.4%も減少した。
こうした事態を受け、松木屋は1999年（平成11年）に十和田松木屋を閉鎖、2000年（平成12年）には保有するむつ松木屋の株式を同社に譲渡し独立させスリム化を図ったが、経営状況は改善せず、経常利益は1998年決算から6年連続で赤字に転落。2002年2月期の赤字は約8,000万円に膨らんだ。このため、営業を続けると赤字が増え続けると判断し、2003年（平成15年）4月23日を以って閉店。5月9日に自己破産を申請し、5月12日に破産宣告を受けた。
閉店後、松木屋と社員会館の土地・建物は、広島市のマリモに売却され、商業施設とマンションを組み合わせた複合施設の建設が計画された。しかし、マンションだけの計画に見直され、2007年（平成19年）4月に「ポレスター・新町レジデンス」が竣工している。

## むつ松木屋
1968年（昭和43年）9月設立。むつ市に本店、商号も「むつ松木屋」として2階建ての店舗を開店。2度の増築を経て、1980年（昭和55年）10月には4階建て売場面積約4,793㎡となった。1988年（昭和63年）4月には野辺地町にサテライトショップを開設している。

### リニューアル
松木屋は2003年に破産したが、すでにむつ松木屋とは資本関係が切れていたため、営業を継続され、2016年（平成28年）11月3日、1階食品売場に佐藤長が「さとちょうむつ松木屋店」を出店。
2021年（令和3年）春から1階やその周辺は改修工事に入り、4月24日、1階外に併設された「松木屋名物そば・うどん」が店内に移転。10月22日、食品売場も「スーパーさとちょうむつ松木屋店」としてリニューアルされ、レストラン「Restaurant Epic」も新規オープンした。これら改修工事は、国土交通省の「まちなか公共空間等活用支援事業」を活用して行われ、同事業の全国第1号案件だった。

### 閉店
2023年（令和5年）6月に佐藤長は民事再生法適用を申請したが、「さとちょうむつ松木屋店」は民事再生スポンサーであるトライアルホールディングスの子会社である青森トライアルへの譲渡対象外となったため、「レストラン Epic」とともに10月20日に閉店した。

### 入居していたテナント
- さとちょう（総鮮物産） - 2016年（平成28年）11月3日に食品売り場をテナント化[20]。
- レストラン Epic（エピック・株式会社ウッドペッカー）

## 十和田松木屋
1972年（昭和47年）10月設立。翌年5月百貨店営業認可を受け、6月、十和田市稲生町に売場面積4,500㎡でオープン。1985年（昭和60年）4月売場面積5,100㎡に増床。1986年（昭和61年）9月、八戸営業所、1989年（平成元年）3月、三沢ショップをそれぞれ開設した。
開店以来、ファッションとギフトをメインにセゾングループの指導と支援のもとに営業し、1976年（昭和51年）には累積損を解消。市内外から多数の買い物客を集めていたが、バブル経済が崩壊すると売上は前年割れするようになった。1995年（平成7年）下田町（現・おいらせ町）にイオン下田ショッピングセンター（現・イオンモール下田）がオープンすると、稲生町の歩行者通行量も以前の3分の1にまでに落ち込み、十和田松木屋の売上も急減した。こうしたことから、1999年（平成11年）8月31日を以って閉店した。
閉店後、十和田商工会議所が旧店舗の1階部分を活用（ただし、2階部分を催事場として使用していた時期もあった。3階より上は閉鎖。）し、チャレンジショップ「とわだ まちの駅」を2000年（平成12年）11月11日にオープン。翌年4月以降は、出店者による自主運営となったが、2010年（平成22年）10月31日に再開発のため閉鎖。跡地には、2011年（平成23年）11月25日、近くにある人気施設十和田市現代美術館との連携を目指した「十和田市観光物産センター」を核とした複合施設「アート・ステーション・トワダ」がオープンしている。

## 沿革
- 1921年（大正10年）12月1日 - 青森市にて「松木屋呉服店」として百貨店を開業。
- 1947年（昭和22年） - 「松木屋」として衣料品店を開業。
- 1949年（昭和24年）2月7日 - 資本金20万円で「株式会社松木屋」を設立[2]。
- 1950年（昭和2年）12月 - 「株式会社松木屋」が新町に店舗を竣工[2]。
- 1963年（昭和38年） - 西武百貨店が主催する日本百貨店経営協議会に加盟。
- 1966年（昭和41年） - 増築して青森県最大の百貨店となる。
- 1968年（昭和43年） 9月 - むつ市に「むつ松木屋」を開店。
- 1970年（昭和45年）3月27日 - 西武百貨店と業務提携に調印[23]。
- 1973年（昭和47年） 6月 - 十和田市に「十和田松木屋」を開店。
- 1999年（平成11年）8月31日 - 十和田松木屋が閉店。
- 2000年（平成12年） - 「むつ松木屋」を松木屋から分離。
- 2003年（平成15年）
  - 4月23日 - 青森店が閉店。
  - 5月6日 - 関連会社の「松木屋友の会」が営業廃止届を提出。
  - 5月9日 - 青森地方裁判所に自己破産を申し立てる。
  - 5月12日 - 破産宣告される。
- 2023年（令和5年）10月20日 - 「さとちょうむつ松木屋店」が閉店。

## ロゴマーク
松木屋のロゴマークは、「松木」を図案化したもの（「松」の文字が円状になった「木」に囲まれているデザイン）で、昭和20年代頃に青森ねぶた制作者千葉作龍の父・千葉作太郎によって発案され、その後マイナーチェンジをしながらも、閉店時まで使用された。
また、昭和50年代頃には提携していた西武百貨店のマークを多分に意識したもの（中に黄緑の正方形がついた紺色の円が4つ並び、その上に黄緑/紺のラインと「MATSUKIYA」の文字が描かれたデザイン）も使用され始め、上記のロゴと並行して使用された。